# John Stuart-Wortley (2e baron Wharncliffe)
Pour les articles homonymes, voir John Stuart-Wortley.
John Stuart-Wortley-Mackenzie (20 avril 1801 - 22 octobre 1855), est un homme politique conservateur britannique. Il exerce brièvement les fonctions de sous-secrétaire d'État à la Guerre et aux Colonies entre décembre 1834 et janvier 1835. Il est 2e baron Wharncliffe.

## Biographie
Membre de la famille Stuart dirigée par le marquis de Bute, il est le fils de James Stuart-Wortley (1er baron Wharncliffe), et de son épouse Lady Caroline Elizabeth Mary Crichton, fille de John Creighton (1er comte Erne). Il est le frère aîné de Charles Stuart-Wortley-Mackenzie et de James Stuart-Wortley.
Il est député de Bossiney de 1823 à 1830, de Perth Burghs de 1830 à 1831 et de la West Riding of Yorkshire de 1841 à 1845. Il est secrétaire du conseil de contrôle du duc de Wellington en 1830 et de Robert Peel sous-secrétaire d'État à la Guerre et aux Colonies de 1834 à 1835. En 1845, il succède à son père dans la baronnie et occupe son siège à la Chambre des lords.
Lord Wharncliffe est élu membre de la Royal Society en juin 1829.

## Famille
Lord Wharncliffe épouse Georgiana Elizabeth Ryder, fille de Dudley Ryder (1er comte de Harrowby), en 1825. Ils ont cinq enfants :
- Mary Caroline Stuart-Wortley (17 octobre 1826 - 2 avril 1896), épouse Henry Moore (3e marquis de Drogheda) le 27 août 1847, sans descendance.
- Edward Montagu-Stuart-Wortley-Mackenzie (1er comte de Wharncliffe) (1827-1899).
- Francis Dudley Stuart-Wortley-Mackenzie (23 juillet 1829 - 21 octobre 1893), épouse Maria Elizabeth Martin le 28 août 1855.
- James Stuart-Wortley (1833-?).
- Cecily Susan Stuart-Wortley-Mackenzie (1835 - 2 mai 1915), épouse Henry Douglas-Scott-Montagu (1er baron Montagu de Beaulieu) le 4 août 1865.

Lord Wharncliffe décède en octobre 1855, à l'âge de 54 ans, à Wortley Hall, Wortley Son fils aîné, Edward, qui est nommé comte de Wharncliffe en 1876, lui succède à la baronnie. Lady Wharncliffe a survécu à son mari pendant près de 30 ans et meurt en août 1884.